# Nototrichaspis
Nototrichaspis is een geslacht van kevers uit de familie bladkevers (Chrysomelidae).
De wetenschappelijke naam van het geslacht werd in 1949 gepubliceerd door Hincks.

## Soorten
- Nototrichaspis annulicornis (Weise, 1923)
- Nototrichaspis mjoebergi (Weise, 1923)